# Tandhøvl
En Tandhøvl er en høvl med fint savtakket skær. Jernet danner en vinkel i forhold til sålen på 80-90°. Det er ikke meningen at jernet skal skære, men skrabe emnet således at overfladen bliver en anelse større for at give bedre vedhæftning. Er især blevet anvendt til at "tande" flader der skulle fineres. Da jernet ikke behøver at være knivskarpt slibes det kun på en skuresten, hvorefter det bankes en gang ned i enden på et stykke hårdttræ, hvorved de værste grater brækker af. Fandtes tidligere på ethvert snedkerværksted. Men er for længst blevet til en ren museumsgenstand, som så meget andet træsmedeværktøj.

## Ekstern Henvisning
- http://www.baskholm.dk/haandbog/haandbog.html Arkiveret 16. september 2008 hos  Wayback Machine